# Guerra búlgaro-sérvia de 839–842
A guerra búlgaro-sérvia de 839–842 foi travada entre o Canato Búlgaro e o Principado da Sérvia. Foi o primeiro conflito  das guerras búlgaro-sérvias. Foi causada por uma invasão do cã Presiano I (r. 836–852) à Sérvia, mas o exército búlgaro foi derrotado pelo príncipe Blastímero (r. 830–851).

## Prelúdio
Segundo Sobre a Administração Imperial, sérvios e búlgaros viveram pacificamente como vizinhos até a invasão búlgara de 839 (nos últimos anos do imperador Teófilo). Não se sabe o que causou a guerra, pois Porfirogênito não responde isso; pode ser resultado das relações sérvio-búlgaras, ou seja, a conquista búlgara do sudeste, ou a rivalidade bizantino-búlgara, na qual a Sérvia esteve ao lado dos bizantinos como aliada imperial. Não é improvável que o imperador tomou parte disso; como estava em guerra com os árabes, pode ter incitado os sérvios a repelir os búlgaros da Macedônia Ocidental, ajudando ambos. Segundo J. B. Bury, a aliança explicaria a ação búlgara. Vasil Zlatarski supõe que o imperador ofereceu aos persas completa independência em retorno.

## Guerra

Territórios sérvios no século IX

Segundo Porfirogênito, os búlgaros quiseram continuar sua conquista dos territórios eslavo e forçar a subjugação sérvia. O cã Presiano I (r. 836–852) lançou uma invasão em território sérvio em 839, que causou uma guerra que durou três anos, na qual os sérvios foram vitoriosos. O exército búlgaro foi pesadamente derrotado e perdeu muitos homens. Presiano não teve ganhos territoriais e foi repelido pelo exército de Blastímero. Os sérvios ficaram em suas florestas e desfiladeiros de difícil acesso, e sabiam como lutar em colinas. A guerra acabou com a morte de Teófilo em 842, liberando Blastímero de suas obrigações com o Império Bizantino.
Segundo Tibor Živković, talvez o ataque búlgaro veio após a invasão falha do vale do Estruma e Nesto em 846: o cã pode ter reunido seu exército e machado à Sérvia, e Blastímero pode ter participado nas guerras bizantino-búlgaras, o que significaria que Presiano respondeu ao envolvimento sérvio direto. A derrota dos búlgaros, que tornaram-se um dos grandes poderes dos Bálcãs no século IX mostrou que a Sérvia era um Estado organizado, completamente capaz de defender suas fronteiras; um quadro organizacional militar e administrativo muito elevado para apresentar essa resistência efetiva.

## Rescaldo
Logo após 846, com o fiz de uma paz de 30 anos estabelecida pelo Tratado de 815 entre bizantinos e búlgaros, Presiano e seu primeiro ministro Isbul invadiu as regiões do Estruma e Nesto, e a imperatriz-regente Teodora (r. 842–855) respondeu atacando a Trácia búlgara. Uma breve paz foi concluída, então Presiano invadiu a Macedônia e depois boa parte do país, inclusive a cidade de Filipos, foi incorporada à Bulgária. Os búlgaros também impuseram seu controle sobre a região do Morava, a zona fronteiriça entre a Sérvia e o Canato Búlgaro.